# Raïon de Sovietski
Le raïon de Sovietski (russe : Советский район, tatar de Crimée : İçki rayonı) ou raïon de Sovietsky (ukrainien : Совєтський район) est une subdivision administrative de la république de Crimée en Russie, revendiquée par l'Ukraine.
Son centre administratif est la ville de Sovietski.